# 王嘉宁
參數所指定的目標頁面不存在，建議更正成存在頁面或直接建立下列一個頁面（建立前請先搜尋是否有合適的存在頁面可以取代）：
- 王嘉宁 (女演员)

王嘉宁（1994年6月18日—），辽宁沈阳人，中国节目主持人，现任职中央广播电视总台。

## 简介
王嘉宁毕业于沈阳师范大学戏剧艺术学院。2014年，陪同舍友参加安徽广播电视台主持人大赛，结果获得全国第四名、最佳人气奖，其后入职安徽广播电视台，主持节目《最佳选择》和《男生女生上高原》。2015年，获得黑龙江电视台“我主荧屏”全国主持人大赛三等奖、2015苏州广电主持人大赛冠军，进入苏州广播电视总台，先后主持《乐活六点档》《新闻夜班车》等多档节目。2019年，参加中央广播电视总台2019主持人大赛，最终获得新闻类银奖，进入全国观众视线。2020年3至6月，担任苏州广播电视总台主新闻节目《苏州新闻》主播。
2021年，正式加入中央广播电视总台，担任《经典咏流传（第四季）》、《典籍里的中国》、《今日说法》等央视节目主持。2022年，在央视国庆晚会《中国梦祖国颂——2022国庆特别节目》中担任主持，首度担任央视大型晚会主持。2023年1月21日，担任《2023年中央广播电视总台春节联欢晚会》主持。